# Album al numero uno nella Billboard 200 nel 2022

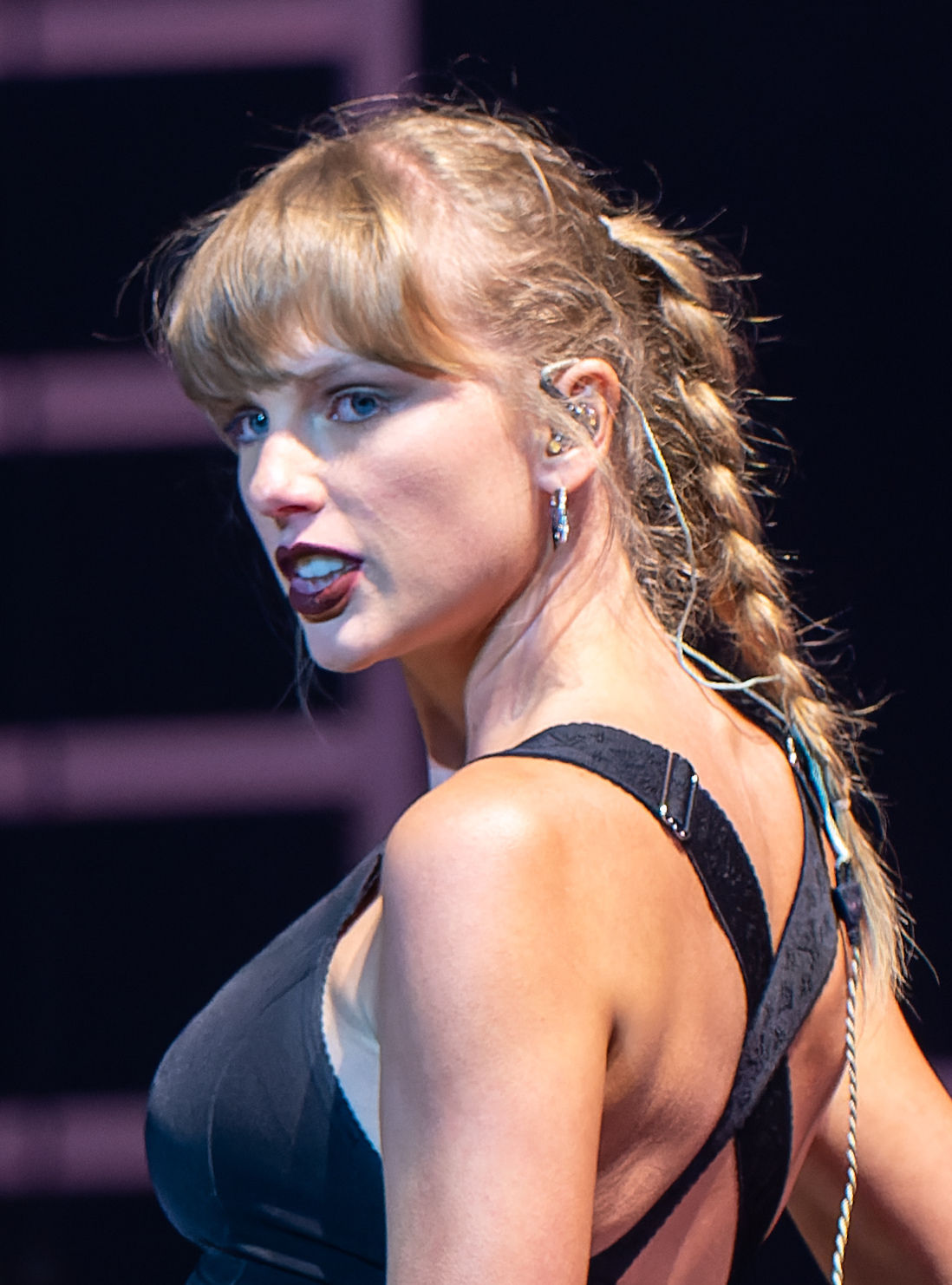
Midnights, il decimo album in studio della cantante americana Taylor Swift ha venduto più di 1 milione di copie in una settimana, diventando l'album più venduto del 2022.

Di seguito è proposta la lista degli album al numero uno nella Billboard 200 nel 2022.
La Billboard 200 è una classifica musicale che considera gli album e gli EP più di successo negli Stati Uniti. I dati vengono raccolti dalla compagnia Luminate Data e, in seguito, la classifica finale viene pubblicata settimanalmente dalla rivista Billboard. La classifica si basa sulle unità equivalenti ad album, che includono le vendite fisiche, le vendite digitali e lo streaming sulle piattaforme online. Ogni unità equivale a un album venduto, oppure a 10 vendite di tracce provenienti da un album, così come 3.750 on-demand sponsorizzati o 1.250 streaming pagati di tracce o video di canzoni di un album.

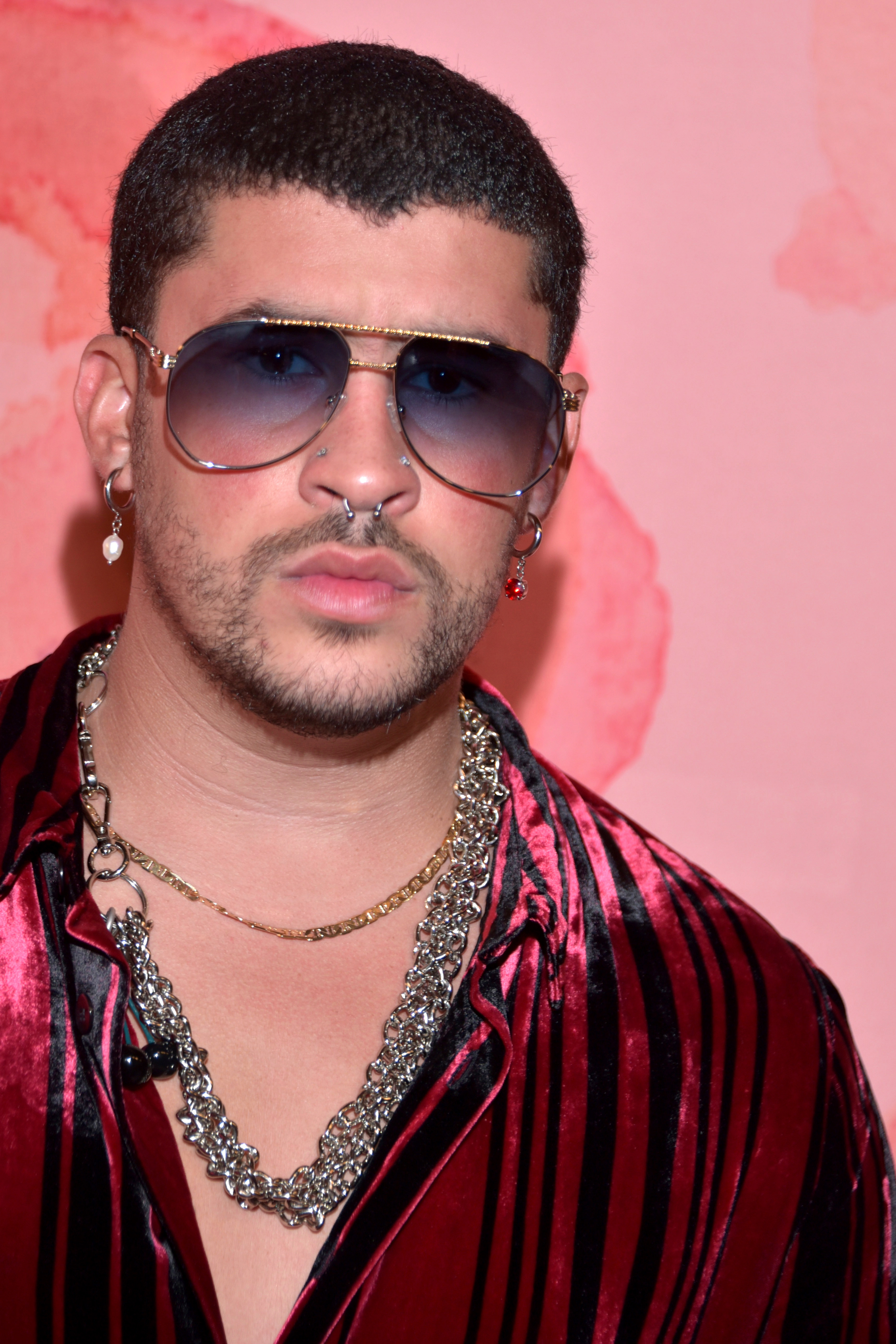
Un verano sin ti, il quarto album in studio del rapper portoricano Bad Bunny, è rimasto in vetta alla classifica per 13 settimane non consecutive, diventando il più longevo del 2022.

Un verano sin ti, del rapper portoricano Bad Bunny, è rimasto in vetta alla Billboard 200 per 13 settimane non consecutive, diventando l'album con la più lunga permanenza in vetta alla classifica del 2022. Grazie a questo risultato, l'album ha equiparato la colonna sonora del film Frozen e l'album Views del rapper canadese Drake per il maggior numero di settimane in vetta degli ultimi 10 anni. La colonna sonora del film d'animazione Disney Encanto (2021), è diventata la sesta colonna sonora nella storia a raggiungere la numero uno della Billboard 200, dopo Il Re Leone (1994), Pocahontas (1995), Curious George (2006), Frozen e Frozen II (2019).

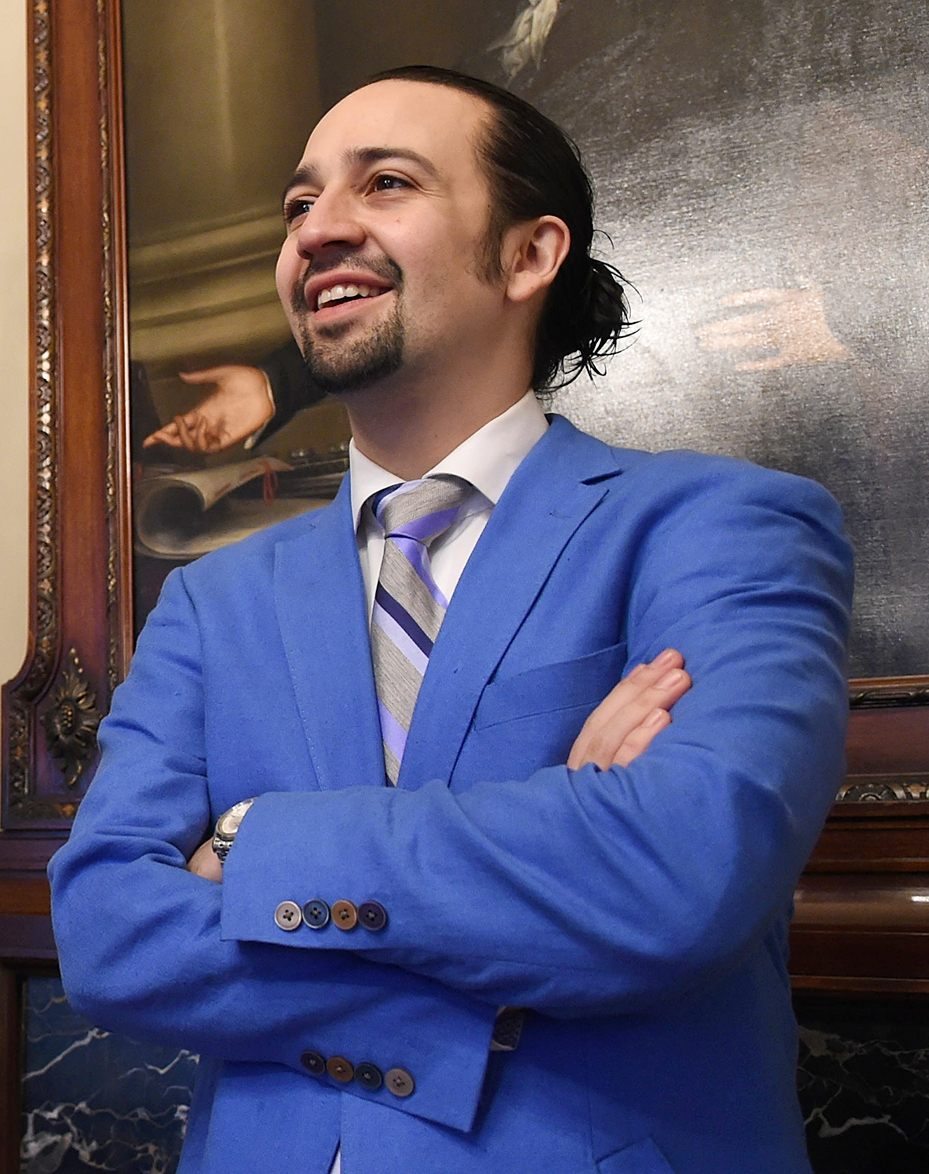
Il cantautore e attore americano Lin-Manuel Miranda ha scritto le canzoni per la colonna sonora del film Encanto, che è rimasto in vetta alla Billboard 200 per nove settimane.

Midnights, il decimo album in studio della cantautrice americana Taylor Swift, ha venduto 1.578 milioni di copie in una settimane, segnando il più grande debutto in oltre sette anni, diventando istantaneamente l'album più venduto del 2022. Inoltre, Midnights è diventato l'album con il più alto numero di vendite sin da Reputation (2017) della stessa Swift. La Swift, inoltre, è diventata la prima artista nella storia a ottenere 11 album consecutivi a debuttare direttamente alla prima posizione della Billboard 200. Born Pink, il secondo album in studio della girl band sudcoreana Blackpink, è diventato il primo album di un gruppo femminile a raggiungere la vetta della Billboard 200 sin dall'album Welcome to the Dollhouse (2008), il secondo album in studio delle Danity Kane.
Il rapper canadese Drake e la boy band sudcoreana Stray Kids sono gli unici artisti ad aver ottenuto due album alla numero uno sulla Billboard 200.

## Billboard 200
| † | Indica l'album con le migliori prestazioni del 2022 |

| Data         | Album                         | Artista               | Tot. sett. #1 | Unità vendute | Fonti  |
| ------------ | ----------------------------- | --------------------- | ------------- | ------------- | ------ |
| 1 gennaio    | 30                            | Adele                 | 6             | 212.000       | [ 7 ]  |
| 8 gennaio    | 30                            | Adele                 | 6             | 99.000        | [ 8 ]  |
| 15 gennaio   | Encanto                       | Cast del film Encanto | 9             | 72.000        | [ 9 ]  |
| 22 gennaio   | DS4Ever                       | Gunna                 | 1             | 150.300       | [ 10 ] |
| 29 gennaio   | Encanto                       | Cast del film Encanto | 9             | 104.000       | [ 11 ] |
| 5 febbraio   | Encanto                       | Cast del film Encanto | 9             | 115.000       | [ 12 ] |
| 12 febbraio  | Encanto                       | Cast del film Encanto | 9             | 113.000       | [ 13 ] |
| 19 febbraio  | Encanto                       | Cast del film Encanto | 9             | 110.000       | [ 14 ] |
| 26 febbraio  | Encanto                       | Cast del film Encanto | 9             | 98.000        | [ 15 ] |
| 5 marzo      | Encanto                       | Cast del film Encanto | 9             | 90.000        | [ 16 ] |
| 12 marzo     | Encanto                       | Cast del film Encanto | 9             | 80.000        | [ 17 ] |
| 19 marzo     | Encanto                       | Cast del film Encanto | 9             | 72.500        | [ 18 ] |
| 26 marzo     | 7220                          | Lil Durk              | 2             | 120.500       | [ 19 ] |
| 2 aprile     | Oddinary                      | Stray Kids            | 1             | 110.000       | [ 20 ] |
| 9 aprile     | Mainstream Sellout            | Machine Gun Kelly     | 1             | 93.000        | [ 21 ] |
| 16 aprile    | Unlimited Love                | Red Hot Chili Peppers | 1             | 97.500        | [ 22 ] |
| 23 aprile    | 7220                          | Lil Durk              | 2             | 47.000        | [ 23 ] |
| 30 aprile    | Call Me If You Get Lost       | Tyler, the Creator    | 1             | 59.000        | [ 24 ] |
| 7 maggio     | It's Almost Dry               | Pusha T               | 1             | 55.000        | [ 25 ] |
| 14 maggio    | I Never Liked You             | Future                | 1             | 222.000       | [ 26 ] |
| 21 maggio    | Un verano sin ti †            | Bad Bunny             | 13            | 274.000       | [ 27 ] |
| 28 maggio    | Mr. Morale & the Big Steppers | Kendrick Lamar        | 1             | 295.500       | [ 28 ] |
| 4 giugno     | Harry's House                 | Harry Styles          | 2             | 521.500       | [ 29 ] |
| 11 giugno    | Harry's House                 | Harry Styles          | 2             | 160.500       | [ 30 ] |
| 18 giugno    | Un verano sin ti †            | Bad Bunny             | 13            | 137.000       | [ 31 ] |
| 25 giugno    | Proof                         | BTS                   | 1             | 314.000       | [ 32 ] |
| 2 luglio     | Honestly, Nevermind           | Drake                 | 1             | 204.000       | [ 33 ] |
| 9 luglio     | Un verano sin ti †            | Bad Bunny             | 13            | 115.000       | [ 34 ] |
| 16 luglio    | Un verano sin ti †            | Bad Bunny             | 13            | 111.000       | [ 35 ] |
| 23 luglio    | Un verano sin ti †            | Bad Bunny             | 13            | 105.500       | [ 36 ] |
| 30 luglio    | Un verano sin ti †            | Bad Bunny             | 13            | 103.000       | [ 37 ] |
| 6 agosto     | Un verano sin ti †            | Bad Bunny             | 13            | 98.000        | [ 38 ] |
| 13 agosto    | Renaissance                   | Beyoncé               | 1             | 332.000       | [ 39 ] |
| 20 agosto    | Un verano sin ti †            | Bad Bunny             | 13            | 108.800       | [ 40 ] |
| 27 agosto    | Beautiful Mind                | Rod Wave              | 1             | 115.000       | [ 41 ] |
| 3 settembre  | Un verano sin ti †            | Bad Bunny             | 13            | 105.000       | [ 42 ] |
| 10 settembre | God Did                       | DJ Khaled             | 1             | 107.500       | [ 43 ] |
| 17 settembre | Un verano sin ti †            | Bad Bunny             | 13            | 99.500        | [ 44 ] |
| 24 settembre | Un verano sin ti †            | Bad Bunny             | 13            | 97.000        | [ 45 ] |
| 1 ottobre    | Born Pink                     | Blackpink             | 1             | 102.000       | [ 46 ] |
| 8 ottobre    | Un verano sin ti †            | Bad Bunny             | 13            | 87.000        | [ 47 ] |
| 15 ottobre   | Un verano sin ti †            | Bad Bunny             | 13            | 84.000        | [ 48 ] |
| 22 ottobre   | Maxident                      | Stray Kids            | 1             | 117.000       | [ 49 ] |
| 29 ottobre   | It's Only Me                  | Lil Baby              | 1             | 216.000       | [ 50 ] |
| 5 novembre   | Midnights                     | Taylor Swift          | 6             | 1.578.000     | [ 51 ] |
| 12 novembre  | Midnights                     | Taylor Swift          | 6             | 342.000       | [ 52 ] |
| 19 novembre  | Her Loss                      | Drake & 21 Savage     | 1             | 404.000       | [ 53 ] |
| 26 novembre  | Midnights                     | Taylor Swift          | 6             | 204.000       | [ 54 ] |
| 3 dicembre   | Midnights                     | Taylor Swift          | 6             | 177.000       | [ 55 ] |
| 10 dicembre  | Midnights                     | Taylor Swift          | 6             | 151.000       | [ 56 ] |
| 17 dicembre  | Heroes & Villains             | Metro Boomin          | 1             | 185.000       | [ 57 ] |
| 24 dicembre  | SOS                           | SZA                   | 13            | 318.000       | [ 58 ] |
| 31 dicembre  | SOS                           | SZA                   | 13            | 180.000       | [ 59 ] |

Note:
1. ↑  Ha raggiunto il numero uno anche nel 2021
2. 1 2  Ha raggiunto il numero uno anche nel 2023
3. ↑  Ha raggiunto il numero uno anche nel 2023 e nel 2025.